# 川島正一
川島 正一（かわしま まさかず、1969年3月28日 - ）は、船橋競馬場所属の調教師。父は川島正行元調教師、弟・川島正太郎は騎手、もうひとりの弟・川島光司は厩務員である。地方競馬情報サイト、競馬新聞などでは川島一と表記されている。

## 来歴
調教師免許取得前は、父の厩舎に厩務員として所属していた。
平成19年度第1回調教師免許試験に合格。2007年6月1日付で調教師免許を取得し、10月4日に10馬房で厩舎を開業した。10月22日に船橋競馬場で行われた第5競走に、アルボラーダが管理馬として初出走し10着となる。10月26日に船橋競馬場で行われたSPAT4賞をグローリーソングが制し、通算3戦目で管理馬が初勝利を挙げる。2010年の東京プリンセス賞でトーセンウィッチが優勝し、初めて重賞の勝ち馬が出た。
2014年9月7日に父川島正行調教師が逝去したことに伴い、所属騎手および競走馬が暫定的に川島正一厩舎に所属変更となった
。
2019年8月7日船橋競馬第10競走をマジックキーで制し、地方競馬通算500勝を達成した。

## 主な担当馬
- フドオー（1997年ダービーグランプリ2着）
- ディープサマー（2007年かしわ記念3着）

## 主な管理馬
- トーセンウィッチ（2010年東京プリンセス賞）[5]
- トーセンルーチェ（2012年金盃、大井記念、2013年金盃）[5]
- スマートジョーカー（2013年川崎マイラーズ）[5]
- スマートバベル（2014年東京プリンセス賞）[5]
- ノットオーソリティ（2014年ロジータ記念、東京シンデレラマイル、2015年しらさぎ賞）[5]
- ナイキマドリード（2015年船橋記念）[5]
- バトードール（2015年報知グランプリカップ）[5]
- タイムズアロー（2016年報知グランプリカップ、埼玉新聞栄冠賞）[5]
- モンサンカノープス（2016年川崎マイラーズ）[5]
- クラージュドール（2018年金盃）[5]
- チャイヤプーン（2019年戸塚記念）[5]
- ベンテンコゾウ（2019年京成盃グランドマイラーズ）[5]
- ディアデルレイ（2019年埼玉新聞栄冠賞）
- キャンドルグラス（2020年、2021年船橋記念）
- フレッチャビアンカ（2021年東京記念、2022年金盃）
- キモンルビー（2022年船橋記念、2023年川崎スパーキングスプリント、習志野きらっとスプリント）[6]
- シャルフジン（2022年雲取賞、京浜盃）
- エルデュクラージュ（2023年報知オールスターカップ、2024年報知グランプリカップ）
- ギャルダル（2023年・2024年フジノウェーブ記念）
- ミスカッレーラ（2023年ローレル賞）[7]
- プラウドフレール（2024年東京2歳優駿牝馬、2025年ユングフラウ賞、桜花賞）
- フサイチジャンク（ジャンクSPORTSで有名になった）
- オマタセシマシタ（ジャングルポケット斉藤慎二がかつて所有していた馬）